# Walter Mazzarri
Walter Mazzarri (San Vincenzo, 1º ottobre 1961) è un allenatore di calcio ed ex calciatore italiano, di ruolo centrocampista.
Conta oltre 500 presenze in panchina nelle prime due divisioni del campionato italiano e la vittoria di una Coppa Italia con il Napoli.

## Biografia
Il 30 maggio 2007 ha ricevuto la cittadinanza onoraria di Reggio Calabria. Nel marzo 2014 è pubblicata la sua autobiografia, Il meglio deve ancora venire, nella quale l'allenatore ripercorre la sua carriera in panchina.

## Caratteristiche tecniche

### Allenatore
È solito ricorrere al modulo 3-5-2, la cui riuscita è legata soprattutto al rendimento degli esterni di centrocampo. I due giocatori contribuiscono infatti sia alla fase difensiva (abbassandosi quando il pallone è in possesso della squadra avversaria, trasformando così lo schieramento in un 5-3-2) che offensiva, finendo spesso per affiancare le due punte (oppure il centravanti, se viene utilizzato un 3-5-1-1) o finalizzare - a loro volta - le azioni. Secondo quanto da lui stesso riferito, il suo calcio avrebbe ispirato allenatori del calibro di Pep Guardiola.
Nel corso della sua seconda esperienza sulla panchina del Napoli, il tecnico toscano ha utilizzato spesso anche il 4-3-3, ispirandosi dichiaratamente allo schema con il quale Luciano Spalletti aveva portato il club allo scudetto nella stagione precedente.

## Carriera

### Giocatore

Mazzarri all'Empoli negli anni 80

Esordisce in Serie A il 26 settembre 1982, subentrando nell'ultimo quarto d'ora di Cagliari-Inter. In seguito ha difeso i colori di Reggiana, Empoli (con una promozione in massima serie, al termine del campionato 1985-86), Licata, Modena (vincendo il campionato di C1), Nola, Viareggio, Acireale (con all'attivo una promozione in B) e Torres.

### Allenatore

#### Inizi e Livorno
Ancora sprovvisto dell'abilitazione di allenatore professionista, ricopre l'incarico di assistente di Renzo Ulivieri con il Bologna e il Napoli. Dal 2000 al 2003 allena invece in C1 e C2, sedendosi sulle panchine dell'Acireale e della Pistoiese. Viene poi ingaggiato dal Livorno, con cui chiude al terzo posto il campionato cadetto 2003-04 ottenendo la promozione in Serie A.

#### Reggina
Nell'estate 2004 firma con la Reggina, esordendo in massima serie con un pari (0-0) contro l'Udinese. Dopo l'incontro, viene ammonito dal giudice sportivo per aver fumato in panchina nonostante l'ufficialità del divieto. La prima stagione in A termina con la salvezza, obiettivo raggiunto anche nei due campionati seguenti: in particolare, nell'annata 2006-2007 riesce a centrare l'obiettivo pur a fronte di ben 11 punti di penalizzazione comminati al club per lo scandalo Calciopoli; senza tale handicap gli amaranto si sarebbero qualificati in Intertoto. La sua ultima partita con i calabresi viene vinta per 2-0 contro il Milan, laureatosi campione d'Europa da pochi giorni.

#### Sampdoria
Nella stagione 2007-2008 guida la Sampdoria, dove allena Antonio Cassano. Conclude il campionato in sesta posizione qualificandosi per la prima volta alla Coppa UEFA. 
L'anno successivo disputa invece la finale di Coppa Italia, perdendola ai rigori con la Lazio. In campionato invece, disputa una stagione sottotono e, malgrado l'arrivo di Giampaolo Pazzini a gennaio, la squadra blucerchiata non decolla e finisce al 13º posto con 46 punti totali.

#### Napoli

##### 2009-2011
Il 6 ottobre 2009, dopo le prime 7 gare di campionato, è ingaggiato come nuovo tecnico del Napoli, sostituendo l'esonerato Roberto Donadoni. Mazzarri torna anche così sulla panchina partenopea, 11 anni dopo l'esperienza da vice allenatore per un anno (1998-1999) con Renzo Ulivieri.
Esordisce con la squadra azzurra il 18 ottobre nella gara al San Paolo col Bologna vinta 2-1 in rimonta. Ottiene la panchina numero 200 in Serie A il 20 dicembre 2009 in Napoli-Chievo 2-0, decimo risultato utile consecutivo. Sotto la sua guida il club campano risale in classifica chiudendo il girone d'andata al terzo posto, cosa che non accadeva da 18 anni. La prima sconfitta in una gara ufficiale è in Coppa Italia con la Juventus (3-0 per i bianconeri a Torino), interrompendo 13 gare senza sconfitte tra campionato e coppa. La prima sconfitta in campionato è nella trasferta di Udine, 7 febbraio 2010 (3-1 per l'Udinese); la serie di risultati utili del Napoli si ferma a 15 (8 vittorie, 7 pareggi), seconda ai 16 risultati utili consecutivi ottenuti nel 1989-1990, anno del secondo scudetto. Guida gli azzurri al record di punteggio in serie A: con la vittoria a Verona col Chievo (1-2) il 2 maggio 2010 porta i partenopei alla qualificazione in Europa League con due gare d'anticipo, chiudendo il campionato al sesto posto con 59 punti.

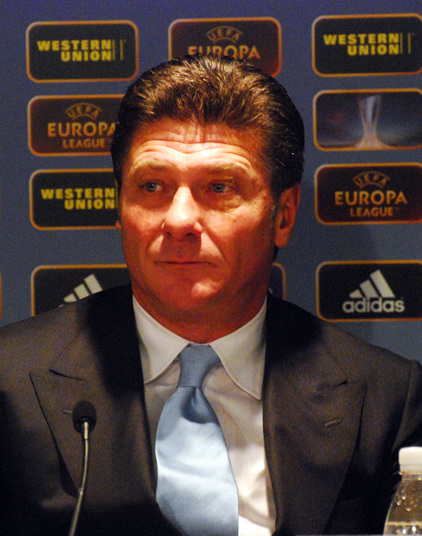
Mazzarri allenatore del Napoli nel 2012

La stagione successiva inizia passando il turno di qualificazione alla fase a gironi di Europa League 2010-2011 battendo l'Elfsborg (1-0 a Napoli, 0-2 in Svezia). In campionato debutta con la Fiorentina allo stadio Artemio Franchi pareggiando 1-1. Vince 2-0 con la Roma dopo tredici anni di risultati negativi coi giallorossi. In Europa League supera la fase a gironi, venendo eliminato poi dal Villarreal. Il 15 maggio 2011, grazie al pareggio 1-1 con l'Inter in campionato, il Napoli ottiene il terzo posto qualificandosi in Champions League dopo 21 anni. Il 23 maggio, in seguito a un chiarimento col presidente Aurelio De Laurentiis, è confermato come allenatore del Napoli anche per la stagione 2011-2012.

##### 2011-2013
Il 25 agosto 2011 il sorteggio di Champions League, dove il Napoli era squadra di quarta fascia, pone gli azzurri in girone con Bayern Monaco, Manchester City, Villarreal. Il 14 settembre 2011 esordisce in Champions League affrontando in trasferta il Manchester City di Roberto Mancini, gara finita 1-1. In Europa il Napoli ottiene la qualificazione al turno successivo grazie al successo per 2-0 a Villarreal l'ultima gara di girone, in cui i partenopei si piazzano al secondo posto dietro al Bayern Monaco, eliminando spagnoli e inglesi. Agli ottavi gli azzurri incontrano il Chelsea, che battono all'andata a Napoli per 3-1, per poi perdere a Londra per 4-1 dopo i tempi supplementari, uscendo dalla competizione. In campionato il Napoli vive momenti negativi e ottiene a fatica il quinto posto, che esclude la squadra campana dalla successiva Champions League e la porta a disputare i play-off di Europa League 2012-2013; alla fine tutto ciò è evitato, poiché il 20 maggio 2012 il Napoli batte in finale di Coppa Italia la Juventus per 2-0, riportando la Coppa ai piedi del Vesuvio dopo venticinque anni. È il primo trofeo di Mazzarri come allenatore.
Nella stagione 2012-2013, dopo aver perso la sfida di Supercoppa italiana a Pechino con la Juventus, Mazzarri porta il Napoli al secondo posto in campionato a 78 punti, seconda qualificazione diretta alla fase a gironi di UEFA Champions League in tre stagioni, migliorando record di punti e piazzamento di due annate prima. Il 19 maggio 2013, a campionato concluso e con il contratto in scadenza, annuncia la fine della sua esperienza partenopea.

#### Inter

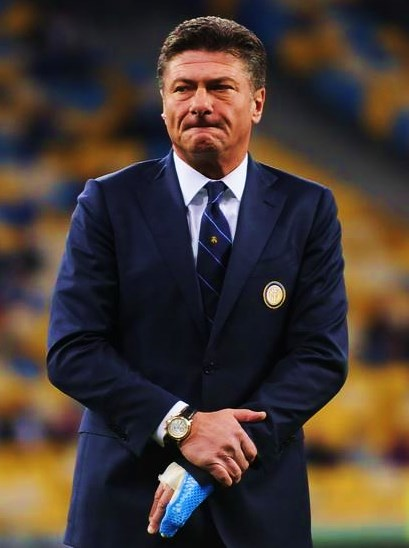
Mazzarri all'Inter nel 2014 prima dell'incontro di Europa League contro il.

Il 24 maggio 2013 è ufficializzato il suo passaggio all'Inter con un accordo biennale. Nella stagione 2013-2014 conduce i nerazzurri al quinto posto, ottenendo la qualificazione all'Europa League. A livello statistico la squadra milanese risulta quella con più gol segnati fuori casa, 35.
Nella stagione successiva la squadra fa immediatamente registrare risultati negativi, compromettendo il rapporto di Mazzarri con la tifoseria. Il 14 novembre, dopo il pareggio casalingo contro il Verona per 2-2 e con la squadra al nono posto in classifica, viene esonerato per la prima volta in carriera, per far posto al rientrante Roberto Mancini.

#### Watford
Il 21 maggio 2016 si accorda con il Watford, in Premier League. Nel campionato 2016-17 ottiene la salvezza, interrompendo però il rapporto con la società al termine della stagione (come annunciato ancor prima della fine del torneo).

#### Torino
Il 4 gennaio 2018 torna in Italia, ingaggiato dal Torino per sostituire l'esonerato Siniša Mihajlović. Dopo aver iniziato la gestione con 7 punti in 3 gare, conclude la sua prima annata in granata al 9º posto, con un bilancio di 29 punti in 19 partite (4 in più rispetto al suo predecessore).
Nella stagione 2018-2019 il Torino chiude al 7º posto, a soli 3 punti dall'Europa League, dopo essere stato in corsa per la qualificazione in UEFA Champions League fino alla terz'ultima giornata di campionato. Beneficiando dell'esclusione del Milan dalla seconda competizione continentale per violazione delle norme del fair play finanziario, i granata accedono al secondo turno di qualificazione dell'Europa League, ma non riescono ad accedere alla fase a gironi, uscendo dalla competizione per mano del Wolverhampton. La stagione seguente procede in maniera deludente: dopo tre sconfitte consecutive in campionato e Coppa Italia, tra cui lo 0-7 interno contro l'Atalanta e il 4-0 esterno contro il Lecce, il 4 febbraio il club e Mazzarri risolvono il contratto, con la squadra al 12º posto dopo ventidue giornate.

#### Cagliari
Il 15 settembre 2021 firma un contratto triennale con il Cagliari, in sostituzione dell'esonerato Leonardo Semplici. Il 23 gennaio 2022, in occasione del pareggio per 1-1 contro la Fiorentina, taglia il traguardo delle 700 panchine tra i professionisti. Il 2 maggio seguente, dopo aver perso 7 delle ultime 8 gare e con la squadra quartultima in classifica, viene sollevato dall'incarico, complice anche un rapporto ormai incrinato con il presidente Tommaso Giulini e i giocatori del club sardo.

#### Ritorno al Napoli
Il 14 novembre 2023, in seguito all'esonero di Rudi Garcia, sigla un contratto fino al termine della stagione con il Napoli, facendo ritorno sulla panchina dei partenopei dopo dieci anni. Esordisce per la seconda volta con gli azzurri il 25 dello stesso mese, vincendo per 2-1 a Bergamo contro l'Atalanta, nella gara valida per la 13ª giornata di Serie A. Nelle successive partite, tuttavia, Mazzarri non riesce a risollevare le sorti della squadra: il 19 febbraio 2024, con gli azzurri al nono posto in classifica, viene esonerato e sostituito da Francesco Calzona.

## Statistiche

### Presenze e reti nei club
| Stagione        | Squadra         | Campionato      | Campionato | Campionato | Coppe nazionali | Coppe nazionali | Coppe nazionali | Totale | Totale |
| Stagione        | Squadra         | Comp            | Pres       | Reti       | Comp            | Pres            | Reti            | Pres   | Reti   |
| --------------- | --------------- | --------------- | ---------- | ---------- | --------------- | --------------- | --------------- | ------ | ------ |
| 1981-1982       | Pescara         | B               | 26         | 4          | CI              | ?               | ?               | 26+    | 4+     |
| 1982-1983       | Cagliari        | A               | 4          | 0          | CI              | ?               | ?               | 4+     | 0+     |
| 1982-1983       | Reggiana        | B               | 12         | 1          | CI              | ?               | ?               | 12+    | 1+     |
| 1983-1984       | Empoli          | B               | 28         | 2          | CI              | ?               | ?               | 28+    | 2+     |
| 1984-1985       | Empoli          | B               | 25         | 0          | CI              | ?               | ?               | 25+    | 0+     |
| 1985-1986       | Empoli          | B               | 9          | 2          | CI              | ?               | ?               | 9+     | 2+     |
| 1986-1987       | Empoli          | A               | 14         | 0          | CI              | ?               | ?               | 14+    | 0+     |
| 1987-1988       | Empoli          | A               | 15         | 0          | CI              | ?               | ?               | 15+    | 0+     |
| Totale Empoli   | Totale Empoli   | Totale Empoli   | 91         | 4          |                 | ?               | ?               | 91+    | 4+     |
| 1988-1989       | Licata          | B               | 8          | 0          | CI              | ?               | ?               | 8+     | 0+     |
| 1989-1990       | Modena          | C1              | 21         | 0          | CI-C            | ?               | ?               | 21+    | 0+     |
| 1990-1991       | Nola            | C1              | 24         | 3          | CI-C            | 0               | 0               | 24     | 3      |
| lug.-nov. 1991  | Nola            | C1              | 6          | 0          | CI-C            | 3               | 2               | 9      | 2      |
| Totale Nola     | Totale Nola     | Totale Nola     | 30         | 3          |                 | ?               | ?               | 30+    | 3+     |
| 1991-1992       | Viareggio       | C2              | 11         | 0          | CI-C            | ?               | ?               | 11+    | 0+     |
| 1992-1993       | Acireale        | C1              | 19         | 1          | CI-C            | ?               | ?               | 19+    | 1+     |
| 1993-1994       | Acireale        | B               | 13         | 0          | CI              | ?               | ?               | 13+    | 0+     |
| Totale Acireale | Totale Acireale | Totale Acireale | 32         | 1          |                 | ?               | ?               | 32+    | 1+     |
| 1994-1995       | Torres          | C2              | 9          | 0          | CI-C            | ?               | ?               | 9+     | 0+     |
| Totale carriera | Totale carriera | Totale carriera | 244        | 15         |                 | 3+              | 2+              | 247+   | 17+    |

### Statistiche da allenatore
Statistiche aggiornate al 19 febbraio 2024. In grassetto le competizioni vinte.
| Stagione            | Squadra          | Campionato       | Campionato | Campionato | Campionato | Campionato | Coppe nazionali | Coppe nazionali | Coppe nazionali | Coppe nazionali | Coppe nazionali | Coppe continentali | Coppe continentali | Coppe continentali | Coppe continentali | Coppe continentali | Altre coppe | Altre coppe | Altre coppe | Altre coppe | Altre coppe | Totale | Totale | Totale | Totale | % Vittorie | Piazzamento  |
| Stagione            | Squadra          | Comp             | G          | V          | N          | P          | Comp            | G               | V               | N               | P               | Comp               | G                  | V                  | N                  | P                  | Comp        | G           | V           | N           | P           | G      | V      | N      | P      | %          | Piazzamento  |
| ------------------- | ---------------- | ---------------- | ---------- | ---------- | ---------- | ---------- | --------------- | --------------- | --------------- | --------------- | --------------- | ------------------ | ------------------ | ------------------ | ------------------ | ------------------ | ----------- | ----------- | ----------- | ----------- | ----------- | ------ | ------ | ------ | ------ | ---------- | ------------ |
| set. 2001-2002      | Acireale         | C2               | 31         | 10         | 10         | 11         | CI-C            | 0               | 0               | 0               | 0               | -                  | -                  | -                  | -                  | -                  | -           | -           | -           | -           | -           | 31     | 10     | 10     | 11     | 32,26      | Sub., 9º     |
| 2002-2003           | Pistoiese        | C1               | 34         | 11         | 11         | 12         | CI+CI-C         | 3+2             | 1+0             | 0+0             | 2+2             | -                  | -                  | -                  | -                  | -                  | -           | -           | -           | -           | -           | 39     | 12     | 11     | 16     | 30,77      | 10º          |
| 2003-2004           | Livorno          | B                | 46         | 20         | 19         | 7          | CI              | 1               | 0               | 1               | 0               | -                  | -                  | -                  | -                  | -                  | -           | -           | -           | -           | -           | 47     | 20     | 20     | 7      | 42,55      | 3º (prom.)   |
| 2004-2005           | Reggina          | A                | 38         | 10         | 14         | 14         | CI              | 2               | 0               | 0               | 2               | -                  | -                  | -                  | -                  | -                  | -           | -           | -           | -           | -           | 40     | 10     | 14     | 16     | 25,00      | 10º          |
| 2005-2006           | Reggina          | A                | 38         | 11         | 8          | 19         | CI              | 2               | 1               | 0               | 1               | -                  | -                  | -                  | -                  | -                  | -           | -           | -           | -           | -           | 40     | 12     | 8      | 20     | 30,00      | 13º          |
| 2006-2007           | Reggina          | A                | 38         | 12         | 15         | 11         | CI              | 5               | 3               | 2               | 0               | -                  | -                  | -                  | -                  | -                  | -           | -           | -           | -           | -           | 43     | 15     | 17     | 11     | 34,88      | 14º          |
| Totale Reggina      | Totale Reggina   | Totale Reggina   | 114        | 33         | 37         | 44         |                 | 9               | 4               | 2               | 3               |                    | -                  | -                  | -                  | -                  |             | -           | -           | -           | -           | 123    | 37     | 39     | 47     | 30,08      |              |
| 2007-2008           | Sampdoria        | A                | 38         | 17         | 9          | 12         | CI              | 4               | 1               | 1               | 2               | Int.+CU            | 2+4                | 2+1                | 0+3                | 0+0                | -           | -           | -           | -           | -           | 48     | 21     | 13     | 14     | 43,75      | 6º           |
| 2008-2009           | Sampdoria        | A                | 38         | 11         | 13         | 14         | CI              | 5               | 2               | 2               | 1               | CU                 | 8                  | 4                  | 1                  | 3                  | -           | -           | -           | -           | -           | 51     | 17     | 16     | 18     | 33,33      | 13º          |
| Totale Sampdoria    | Totale Sampdoria | Totale Sampdoria | 76         | 28         | 22         | 26         |                 | 9               | 3               | 3               | 3               |                    | 14                 | 7                  | 4                  | 3                  |             | -           | -           | -           | -           | 99     | 38     | 29     | 32     | 38,38      |              |
| ott. 2009-2010      | Napoli           | A                | 31         | 13         | 13         | 5          | CI              | 2               | 1               | 0               | 1               | -                  | -                  | -                  | -                  | -                  | -           | -           | -           | -           | -           | 33     | 14     | 13     | 6      | 42,42      | Sub. 6º      |
| 2010-2011           | Napoli           | A                | 38         | 21         | 7          | 10         | CI              | 2               | 1               | 1               | 0               | UEL                | 10                 | 3                  | 5                  | 2                  | -           | -           | -           | -           | -           | 50     | 25     | 13     | 12     | 50,00      | 3º           |
| 2011-2012           | Napoli           | A                | 38         | 16         | 13         | 9          | CI              | 5               | 4               | 0               | 1               | UCL                | 8                  | 4                  | 2                  | 2                  | -           | -           | -           | -           | -           | 51     | 24     | 15     | 12     | 47,06      | 5º           |
| 2012-2013           | Napoli           | A                | 38         | 23         | 9          | 6          | CI              | 1               | 0               | 0               | 1               | UEL                | 8                  | 3                  | 0                  | 5                  | SI          | 1           | 0           | 0           | 1           | 48     | 26     | 9      | 13     | 54,17      | 2º           |
| 2013-2014           | Inter            | A                | 38         | 15         | 15         | 8          | CI              | 3               | 2               | 0               | 1               | -                  | -                  | -                  | -                  | -                  | -           | -           | -           | -           | -           | 41     | 17     | 15     | 9      | 41,46      | 5º           |
| lug.-nov. 2014      | Inter            | A                | 11         | 4          | 4          | 3          | CI              | 0               | 0               | 0               | 0               | UEL                | 6                  | 4                  | 2                  | 0                  | -           | -           | -           | -           | -           | 17     | 8      | 6      | 3      | 47,06      | Eson.        |
| Totale Inter        | Totale Inter     | Totale Inter     | 49         | 19         | 19         | 11         |                 | 3               | 2               | 0               | 1               |                    | 6                  | 4                  | 2                  | 0                  |             | -           | -           | -           | -           | 58     | 25     | 21     | 12     | 43,10      |              |
| 2016-2017           | Watford          | PL               | 38         | 11         | 7          | 20         | FACup+CdL       | 2+1             | 1+0             | 0+0             | 1+1             | -                  | -                  | -                  | -                  | -                  | -           | -           | -           | -           | -           | 41     | 12     | 7      | 22     | 29,27      | 17º          |
| gen.-giu. 2018      | Torino           | A                | 19         | 8          | 5          | 6          | CI              | 0               | 0               | 0               | 0               | -                  | -                  | -                  | -                  | -                  | -           | -           | -           | -           | -           | 19     | 8      | 5      | 6      | 42,11      | Sub., 9º     |
| 2018-2019           | Torino           | A                | 38         | 16         | 15         | 7          | CI              | 3               | 2               | 0               | 1               | -                  | -                  | -                  | -                  | -                  | -           | -           | -           | -           | -           | 41     | 18     | 15     | 8      | 43,90      | 7º           |
| 2019-feb. 2020      | Torino           | A                | 22         | 8          | 3          | 11         | CI              | 2               | 0               | 1               | 1               | UEL                | 6                  | 3                  | 1                  | 2                  | -           | -           | -           | -           | -           | 30     | 11     | 5      | 14     | 36,67      | Eson.        |
| Totale Torino       | Totale Torino    | Totale Torino    | 79         | 32         | 23         | 24         |                 | 5               | 2               | 1               | 2               |                    | 6                  | 3                  | 1                  | 2                  |             | -           | -           | -           | -           | 90     | 37     | 25     | 28     | 41,11      |              |
| set. 2021-mag. 2022 | Cagliari         | A                | 32         | 6          | 9          | 17         | CI              | 2               | 1               | 0               | 1               | -                  | -                  | -                  | -                  | -                  | -           | -           | -           | -           | -           | 33     | 7      | 9      | 17     | 21,21      | Sub., Licen. |
| nov. 2023-feb. 2024 | Napoli           | A                | 12         | 4          | 3          | 5          | CI              | 1               | 0               | 0               | 1               | UCL                | 2                  | 1                  | 0                  | 1                  | SI          | 2           | 1           | 0           | 1           | 17     | 6      | 3      | 8      | 35,29      | Sub., Eson.  |
| Totale Napoli       | Totale Napoli    | Totale Napoli    | 157        | 77         | 45         | 35         |                 | 11              | 6               | 1               | 4               |                    | 28                 | 11                 | 7                  | 10                 |             | 3           | 1           | 0           | 2           | 199    | 95     | 53     | 51     | 47,74      |              |
| Totale carriera     | Totale carriera  | Totale carriera  | 655        | 246        | 203        | 206        |                 | 47              | 20              | 8               | 19              |                    | 54                 | 25                 | 14                 | 15                 |             | 3           | 1           | 0           | 2           | 760    | 292    | 225    | 243    | 38,42      |              |

## Palmarès

### Giocatore

#### Competizioni giovanili
- Campionato Primavera: 1

Fiorentina: 1979-1980
- Coppa Italia Primavera: 1

Fiorentina: 1979-1980

#### Competizioni nazionali
- Campionato italiano Serie C1: 1

Modena: 1989-1990 (girone A)

### Allenatore

#### Club
- Coppa Italia: 1

Napoli: 2011-2012

#### Individuale
- L'allenatore dei sogni: 1

2011
- Premio nazionale Andrea Fortunato al miglior allenatore: 1[84]

2012
- Premio Nazionale Enzo Bearzot: 1

2012